# Dicto secundum quid ad dictum simpliciter
A expressão latina dicto secundum quid ad dictum simpliciter  ("da asserção qualificada para a não-qualificada", em português) ou, simplesmente, dicto simpliciter, conhecida como falácia do acidente, é a falácia causada por uma generalização indevida, ou seja, é o uso de uma regra geral quando as evidências sugerem que o objeto em análise é uma exceção.
É uma das treze falácias listadas por Aristóteles.

## Estrutura lógica
- A grande maioria dos X são Y.
- Logo, qualquer X é Y.

## Exemplos
- O exercício é bom. Portanto, todos devem se exercitar.
- O seu cálculo só pode estar errado, pois você reprovou em matemática 3 vezes. (isto também é um ad hominem)